# 間渕則文
間渕 則文（まぶち のりふみ、1958年（昭和33年）7月 - ）は、日本の医師。日本で初めて、乗用車型のドクターカーを導入した医師として知られる。
また、ドクターカーに特化した診療科である「病院前救急診療科」を日本で初めて開設し、中津川市の救命率を他の大都市の水準に引き上げた実績でも知られる。現在は名古屋出入国在留管理局の診療室長。

## 経歴
1958年（昭和33年）、愛知県に生まれる。
受験直前まで医師になるか、土木系のエンジニアになるか迷っていた 。最終的には開業医だった祖父に憧れ、医師を目指す。
1983年（昭和58年）3月に名古屋市立大学医学部を卒業後、同大学病院の麻酔科とICUに勤務する。
名古屋第二赤十字病院の集中治療部やカナダのトロント総合病院の麻酔科にも勤務した。
救急医療を志したのは30代のときである。
救急救命センターへ搬送中の男児が死亡する現状を目の当たりにし、「医師が病院で待機するだけでは駄目だ」と衝撃を受けた。
1999年（平成11年）3月、国際協力事業団（JICA）の医療協力部派遣前業務委嘱員となる。
同年4月には、エジプト・アラブ共和国にある、カイロ大学小児病院小児救急医療プロジェクトのチーフアドバイザーとして現地に赴任する。
ドイツにおいて、研究の一環で乗用車型のドクターカーに出会う。
間渕は、「医師が現場に駆けつけ、現場から診療を開始する」という、自分が思い描いてきたことが目の前にあったと感じた。
2002年（平成14年）4月には、岐阜県立多治見病院の麻酔科の主任医長と救命救急センターの主任医長に就任する。
同年7月には麻酔科部長、8月には救命救急センター長に就任し、2007年（平成19年）4月には臨床研修センター長を兼任する。
2008年（平成20年）には陸上自衛隊の予備自衛官（二等陸佐）に任命される。
同年、岐阜県立多治見病院で日本初となる乗用車型のドクターカーの運用を開始する。
2013年（平成25年）9月、中津川市民病院に赴任し、ドクターカーに特化した病院前救急診療科を開設する。
2023年（令和5年）3月末をもって中津川市民病院を退職し、同年にはいままで非常勤医師しかいなかった名古屋出入国在留管理局に常勤医師（診療室長）として着任する。

## ドクターカーの導入
間渕は海外から帰国後、岐阜県立多治見病院救命救急センターに着任し、同病院周辺の救急医療にとって、乗用車型のドクターカーの必要性を強く感じていた。
しかし、当時の法律上は乗用車型ドクターカーは許可されていなかった。
だが、2008年（平成20年）の道路交通法改正により、医師を現場に運ぶための自動車が緊急車両に追加されたことにより、間渕は同年9月に、多治見市において、日本で初めての乗用車型ドクターカーを導入した。
中津川市における導入には、年間約5,000万円もの費用がかかる為、消防本部や市議会などにドクターカーの必要性を強く訴えた。
「ドクターカーの運用には、市民1人あたり1日1.5円の負担がかかるが、運用によって24時間体制の医療が提供できる」と粘り強いプレゼンを続けたという。その結果、満場一致で間渕のプレセンは成功した。ドクターカーの車体色やサイレン音、駐車違反適用除外についての手続きは間渕が直接、警察と交渉したという。
その後、2013年（平成25年）9月に中津川市民病院に着任し、日本初の「病院前救急診療科」を始動し、2014年（平成26年）3月にはドクターカーNEMAC（Nakatsugawa Emergency Medical Assistance Car : ニーマック）を導入する。
ドクターカーには通信機器や、輸液セット、気管切開器具を含む呼吸管理セット、モニタ付除細動器、携帯型エコー装置、簡易型血液検査装置、止血器具、薬剤一式などの30種類以上の機材が搭載されている。
24時間体制で救急無線に耳を傾け、出動が遅れてはいけないと、入浴は週に1度で、トイレの扉はいつも開放されているという。
こうした活動によって、間渕が赴任した時点で3％であった救命率が19％に改善し、大都市と同レベルの医療を提供できるようになった。

## 入管医療
間渕は60歳を過ぎ引退を検討していたが、入管がウィシュマさん死亡事件の再発防止策の一環として常勤医師を募集していることを知り、名古屋出入国在留管理局に赴任した。常勤医師の採用は間渕が初の事例である。間渕は、「ウィシュマさん死亡事件の影響で他人はやりたがらない仕事だが、社会的ニーズがあるのでやりたい」として、自身の専門分野である救急医療関係の薬剤や機材を新しく導入し、入管職員向けの勉強会も開催するなどしている。また、母校でもある名古屋市立大学の医学部で2024年（令和6年）から、入管医療の意義と問題点について講義も行なっている。これは間渕の強い意向によって実施されている。

## 出演
| 番組名                    | タイトル                                                                       | 放送局              | 放送日        |
| ------------------------- | ------------------------------------------------------------------------------ | ------------------- | ------------- |
| ドデスカ+                 | スリランカ人女性が死亡した名古屋入管 第1号の常勤医師が語る“入管ドクター”の課題 | 名古屋テレビ放送    | 2025年2月14日 |
| テレメンタリー            | 「入管ドクター」                                                               | テレビ朝日系列      | 2024年7月20日 |
| 緊急車両24時              | 密着！命を守る壮絶現場                                                         | テレビ東京系列      | 2023年1月15日 |
| 情熱大陸                  | 救急医Vol.1215 間渕則文                                                        | TBS系列             | 2022年8月28日 |
| ヒポクラテスの誓い        | ＃69 ドクターカーで走り続ける医師 間渕 則文 病院前救急診科療医師               | BS-TBS              | 2018年9月29日 |
| SWITCHインタビュー 達人達 | 「さだまさし×間渕則文」                                                        | NHK教育テレビジョン | 2016年9月3日  |
| 世界一受けたい授業        | 365日24時間いつでも出動!命を救うドクターカーに完全密着                         | 日本テレビ放送網    | 2016年6月11日 |
| NEXT 未来のために         | 「“いのちの交差点”に立つ ある救急医の闘い」                                    | NHK総合テレビジョン | 2016年5月17日 |